# Le Mystère de la malle n°1
Le Mystère de la malle n°1 est le titre d'un recueil de reportages écrits par Pierre Mac Orlan entre 1924 et 1934, et compilés par Francis Lacassin en vue d'une édition posthume, parue en 1984 dans la collection 10/18 « Grands reporters ».
Ce recueil contient quatre séries d'articles, présentés dans l'ordre suivant :
- Le Mystère de la malle n°1 (1934)
- Les Pirates de l'avenue du rhum (1924)
- L'Italie nouvelle (1925)
- L'Allemagne en sursis (1932)

Ces séries d'articles parurent, pour les deux plus anciens, dans le journal L'Intransigeant, tandis que « L'Allemagne en sursis » était publiée dans Paris-Soir et « Le Mystère de la malle n°1 » dans Le Journal. 
Deux d'entre eux inspireront directement la création romanesque ultérieure de Pierre Mac Orlan.
En effet, Mac Orlan le reporter, plus à la recherche du pittoresque et de l'anecdote que tourné vers l'investigation, correspond davantage selon ses propres mots à un « écrivain en promenade d'études » qu'à un véritable journaliste.

## Pierre Mac Orlan grand reporter
La carrière littéraire de Pierre Mac Orlan a très tôt été liée à la presse, puisque c'est dans le Rire et le Sourire, puis dans le Journal qu'il publie, entre 1910 et 1913, les contes humoristiques qui marquent ses véritables débuts littéraires. Mais c'est à partir de 1918 qu'il va entamer, de façon occasionnelle, une carrière de grand reporter, avec une série d'articles sur la zone occupée par l'armée française en Allemagne.
Les contributions de Pierre Mac Orlan en qualité de grand reporter vont s'accélérer à la fin des années 1920 et dans les années 1930 : il écrit pour le journal Détective, racheté par Gaston Gallimard et dirigé par Georges Kessel (le frère de Joseph Kessel), ainsi que pour Paris-Soir, où il a été recruté par Pierre Lazareff, qui voulait que les grands reportages publiés dans son journal soient signés par les écrivains les plus populaires du moment. Avec ce dernier, explique Dominique Le Brun,
« 
... les romanciers dépêchés en mission de reportage étaient plus chargés d'écrire sur l'évènement concerné, dans le style et avec les « ingrédients » qui faisaient leur propre succès en littérature, que de rapporter vraiment de l'information.  »
La méthode de Mac Orlan reporter, qui consiste surtout à recueillir des impressions, des anecdotes, n'est pas dénuée d'une certaine désinvolture, notamment dans l'utilisation qu'il fait des témoignages qu'il peut recueillir lors de ses (généralement courts) voyages : il se considérait en réalité davantage « comme un "écrivain en promenade d'études" que comme un véritable journaliste. »

### Les grands reporters selon Mac Orlan
En guise de postface à ce recueil de reportages, Francis Lacassin a publié un texte écrit par Mac Orlan en 1928 pour les Annales, et intitulé « Les compagnons de l'aventure :  correspondants de guerre et grands reporters. »
Mac Orlan observe tout d'abord que les grands reporters voyagent dans des conditions bien particulières, très différentes de celles des touristes : ces conditions, liées à l'obligation dans laquelle ils sont d'avoir à obéir à « l'ordre de gagner leur vie » imposent, et permettent, de passer sans transition, dans un même lieu, du luxe à l'extrême misère, et « de se mêler instantanément à une atmosphère nouvelle et de regarder les rues et les paysages étrangers comme s'ils étaient eux-mêmes un élément normal de ces rues ou de ces paysages. »
Si les plus courageux et les plus ingénieux de ces reporters seront ceux qui, selon Mac Orlan, « donneront à la littérature de demain son principal attrait sur le public », ils seront dans l'avenir, « en même temps, des opérateurs », la forme cinématographique, ou plutôt « les moyens littéraires et plastiques employés par le cinéma afin de créer une émotion » étant ce qui se rapproche le plus de « la formule la plus émouvante de reportage. » Anticipant les développements à venir de l'audio-visuel, Mac Orlan suppose que « dans vingt-cinq ans, tous les journaux possèderont un hall de projections cinématographiques », dans lequel seront diffusés les films dont ils détiendront l'exclusivité.
Observant enfin la multiplication du nombre des grands reporters depuis la fin de la Première Guerre mondiale, Mac Orlan voit dans le goût du public pour les reportages internationaux, « un signe de l'inquiétude qui règne sur le monde » : le souvenir de la guerre, « comme une larve perfide », est caché derrière cette inquiétude, que les grands reporters ont la charge de percer au jour :
« 
Au bout de chaque ligne de chemin de fer, au bout de chaque voyage d'un navire, à la fin de chaque trajectoire d'avion, un mystère tient l'imagination en éveil, un mystère angoissant, que les grands reporters tentent de découvrir, au bout du rail, au-delà des mers. »

## Le Mystère de la malle n°1 (1934)

### Les faits
« 
À la sortie de la gare de Brighton, en regardant vers la gauche, on aperçoit une sorte de ravin rempli de petites maisons uniformes. Toutes les rues descendent dans ce quartier surpeuplé et remontent, ensuite, vers une colline où les demeures incolores, régulièrement pressées les unes contre les autres, ressemblent à des casernes à un étage. Cette ville bien alignée s'étend jusqu'en haut de la colline qui domine Brighton. C'est là, dans le cimetière paroissial, que repose, depuis le 23 juillet, le corps indescriptible de celle qui fut miss Violette Kaye. »
C'est ainsi que Pierre Mac Orlan entame la description de cette sépulture à laquelle il assiste en juillet 1934, celle d'une « femme d'aventures basses et peu colorées » mise en terre après avoir été assassinée et découpée en morceaux qui auront séjourné plusieurs semaines durant à l'intérieur d'une malle qui n'est pas la malle n°1. Le contenu de cette dernière était pourtant tout aussi macabre : y avait été déposé « le tronc anonyme d'une femme enceinte », dont les jambes seront retrouvées le lendemain, dans une troisième malle, en gare de King's Cross, à Londres.
C'est en enquêtant sur ce premier meurtre, qui défraie la chronique, que les détectives de Scotland Yard, poursuivant leurs investigations à Londres et à Brighton, en viennent à s'intéresser à un individu louche, Toni Mancini (connu aussi sous le nom de Jack Notyre), qui vient de quitter cette dernière ville dans des circonstances peu claires. Et dans son appartement de Brighton, ils font une découverte à laquelle ils ne s'attendaient pas : le cadavre d'une seconde jeune femme, Violette Kaye, danseuse, prostituée occasionnelle, et maîtresse de Mancini.
Même si rien ne permet d'affirmer que ces deux affaires seraient liées (le « crime de la malle n°1 n'est pas d'ailleurs mis au dossier de Notyre »), l'opinion populaire, elle, « déclare que cette seconde victime fut immolée parce qu'elle en savait trop long sur le meurtre de l'amie de Jack Notyre. »

### Dramatis personae
Violette Kaye, la « good bad girl errante », chanteuse, danseuse et prostituée, avait semble-t-il rencontré Mancini en 1933, à l'époque de Noël. Elle l'aimait, sans doute : « sa déchéance n'était point sans connaître cette petite lueur divine d'une présence qu'elle pensait affectueuse. » Et elle était généreuse : elle donnait son argent à celui qu'elle appelait « son homme.» Pour le reste, que dire ? Elle était d'un genre de « chevalières de fortune », comme il en reste d'autres, « à Soho ou dans les petites boîtes de Brighton », une fille comme il en demeure encore trop. Mac Orlan avait prévu, initialement, de « faire revivre l'ancienne petite girl de la troupe de Mrs Kate Carney », mais la tâche s'avère finalement déprimante, et il ne se sent pas « le droit d'écrire des mots durcis par la morale sociale qui n'est pas tendre pour les irrégulières » :
« 
Il vaut peut-être mieux savoir que l'une des victimes de deux crimes, reliés par une coïncidence assez étrange, fut autrefois une petite fille blonde qui allait à l'école dans New Kent Road, un quartier d'affaires, de l'autre côté de la Tamise, au sud de Charing Cross. »
Mancini, « ce vulgaire Don Juan » que Mac Orlan rebaptise « Amour-des-femmes » en mémoire de ce héros d'une nouvelle du même nom de Rudyard Kipling qui « vivait des femmes et pour la femme », Mancini est lui aussi un personnage oubliable : il n'est certes « pas de la trempe d'un Jack "the ripper", dont le seul nom projette encore des images imprévues dans Petticoat Lane. » Son élégance de garçon de café, son regard ténébreux, ses qualités de danseur attiraient à lui « les tristes filles publiques qui font le "tapin" sur la King's Road dès la tombée de la nuit », ainsi que quelques « autres innocentes qui ne sont pas publiques. » Tout cela n'a rien d'exceptionnel.
La seule chose digne d'être remarquée dans le parcours du « ténébreux gigolo » se trouve dans son appartement de Brighton : il s'agit de la malle dans laquelle il a entreposé le corps de sa compagne préalablement découpée en morceaux. Cette malle est restée six semaines dans cet appartement, près du lit de Mancini, qui en avait perdu le sommeil. C'est ce détail qui a frappé l'imagination d'un habitant du quartier qui confie à Mac Orlan :
« 
À mon avis, ce qui dépassa tout ce que l'on peut imaginer dans le domaine de l'infamie humaine, ce fut l'odeur, l'abominable odeur âcre et sucrée que tous ceux qui la subirent, même pendant une minute, n'oublieront jamais [...]

Les policiers eux-mêmes, monsieur, qui par profession ont l'habitude de sentir le mauvais plus souvent que le bon, en furent malades. L'idée que quelque chose de tendre et de féminin, qui avait été ce que l'on pourrait appeler une jolie fille, était la cause de cette affreuse manifestation, nous laissait sans nerfs, comme un boxeur groggy. »

### Conjectures
Mancini est donc incarcéré à la prison de Lewes, dans l'attente du procès au cours duquel il jouera sa tête. On ne connait pas encore sa ligne de défense, ni ce qu'il pourrait éventuellement révéler. Mac Orlan, qui avoue que son tempérament ferait de lui un bien piètre détective, se tourne vers « le monde pittoresque des exégètes de la rue » les « quelques racontars essentiels » qui lui permettront de donner « une apparence à peu près logique » à ces deux crimes, liés entre eux par une étrange coïncidence. Il ne sera pas déçu dans ses recherches : la rencontre dans un pub de Brighton d'un « amateur de romans policiers » lui permettra d'écrire un scénario plausible de la manière dont auraient pu se dérouler les évènements.
Le détective bénévole, dont Mac Orlan reproduit les propos (ou à qui il les attribue), explique qu'il est fort possible que « la femme coupée en morceaux [celle dont le tronc fut découvert dans la malle n°1] fut tuée parce qu'elle en savait trop long sur le meurtre de miss Violette Kayes. »
Se basant sur ses connaissances encyclopédiques en matière de récits policiers (il en a lu plus de mille, explique-t-il), l'homme poursuit en évoquant la figure d'un homme qui ne serait pas Mancini, mais « un homme solitaire, instruit et sans foi : un de ces êtres damnés inventés, pourrait-on dire, par un excès de civilisation. » Cet homme pourrait connaitre des individus de la trempe de Mancini, qui lui fourniraient de la drogue et des femmes. Mac Orlan poursuit : « au cours d'une nuit particulièrement affreuse », dans une villa isolée, Violette Kayes aurait été tuée. L'autre femme aurait été témoin de ce meurtre, et aurait dû disparaître également. Mancini n'aurait été qu'un complice. Lorsqu'il fallut faire disparaître les corps, il se serait chargé de celui de Violette Kayes : « son but était de gagner l'étranger, de prendre la mer et de se débarrasser du cadavre. » Pour une raison ou pour une autre (par manque d'argent, par exemple), il n'aurait pu mettre son plan à exécution et aurait été arrêté en lieu et place de l'auteur principal de ce double crime.

### Conclusion
Le reportage de Mac Orlan se clôt sur ces conjectures. Il ne reste pas en Angleterre pour couvrir le procès de Mancini qui s'ouvre en décembre 1934.
À l'issue de ce procès, Tony Mancini sera reconnu non coupable du meurtre de Violette Kayes, et par conséquent relaxé. Il avouera sa culpabilité en 1976, juste avant sa mort.
Le mystère de la malle n°1 ne sera jamais élucidé.

## Les Pirates de l'avenue du rhum (1924)

### Larum-row

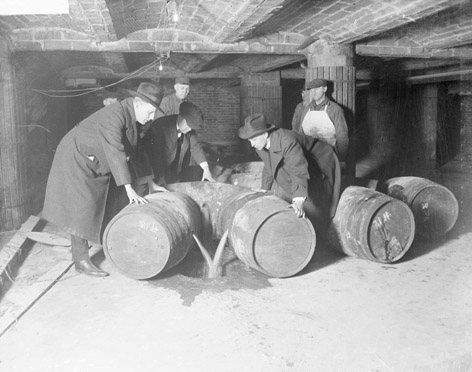
Agents de la prohibition aux États-Unis détruisant des barils d'alcool

Enquêtant sur la mésaventure survenue au large des côtes américaines au cargo Mulhouse, Mac Orlan évoque un aspect pittoresque des conséquences de la prohibition américaine : la contrebande massive de l'alcool entre le continent européen et l'Amérique (soi-disant) abstème, contrebande pratiquée à une échelle telle que le whisky en était venu, dit-on, à être meilleur marché à New York qu'à Londres.
Le cargo Mulhouse, donc, était parti de Cherbourg le 11 mai 1924 avec « une cargaison de 30 000 caisses de vins et spiritueux appartenant à la Morue Française et 5 818 caisses transportées pour le compte de MM. Masquelier et Cie », en toute légalité puisqu'aucune loi n'interdisait d'exporter de l'alcool vers les États-Unis, à condition de rester en dehors de ses eaux territoriales.
C'est ainsi que sur la rum-row (« l'avenue du rhum »)« la foire aux spiritueux se tient en permanence à 14 milles des eaux territoriales des États-Unis entre Providence, Newport et New York. Sous la surveillance des cutters de la Marine américaine, les cargos, chargés de l'exportation de cette marchandise tant désirée, mouillent en pleine mer et attendent des évènements que des courtiers qui agissent sur la terre ferme, principalement à Boston et à New York, se chargent de provoquer. On importe, par an, 250 000 caisses de liqueurs et vins divers ».
On trouverait même, sur cette rum-row, des bateaux-dancing remplis d'américains aisés mais vides d'alcool, qui viennent se ravitailler en pleine mer, le challenge consistant, pour les passagers, à vider dans la nuit les caisses de champagne et de whisky achetées sur ce marché maritime géant.
Au milieu de cette agitation, les bootleggers (contrebandiers) doivent rivaliser d'ingéniosité pour, une fois qu'ils ont chargé leur cargaison prohibée sur de petits canots à moteur, regagner la terre ferme sans être arraisonnés par les douaniers. Quant aux capitaines des cargos, ils ne risquent rien, tant qu'ils n'entrent pas dans les eaux américaines, et qu'ils ont pris assez de précautions pour se garder des high-jackers, ces pirates d'un nouveau genre, « absolument prêts à tous les sacrifices, y compris celui de la vie de leur prochain quand celui-ci sent le rhum ». Ceux-là, à la différence des « honnêtes » contrebandiers, « ne relèvent d'aucun contrôle et font également le désespoir et des exportateurs et des bootleggers de toutes catégories », en s'appropriant autoritairement les précieux contenus des cargos internationaux, avec pour argument unique, mais suffisant, la mitraillette qu'ils pointent sur le ventre de leurs victimes, parmi lesquelles il faut compter le capitaine Ferrero, du cargo Mulhouse, chargé de transporter pour le compte de la maison Masquelier de l'alcool à destination de la pègre de la côte Est, et qui aura assez de bon sens pour sacrifier sa cargaison plutôt que sa vie et celle de ses hommes.

### Pendant ce temps, à Brest...
Alors que le Mulhouse, allégé de sa cargaison, revenait piteusement vers la France, Mac Orlan se rendait à Brest pour s'enquérir des suites données à cette affaire par la justice française. Celle-ci venait en effet de se saisir d'un certain Max-Jérôme Phaff, « né, selon son interrogatoire, "quelque part, en Allemagne en 1895, ou 1897, ou si l'on veut en 1896" », et résidant à New-York. C'est lui qui avait mis en relation monsieur Masquelier, de la maison Masquelier et Cie, avec les bootlegers new-yorkais. Or, selon M. Themistoclès Vatsos, représentant de la maison Masquelier à New-York, Phaff aurait « rencontré un certain Walters, chez un M. Rosemberg, de New-York », à qui il aurait proposé « 10 000 dollars pour pirater le Mulhouse. Walters, indigné, se serait empressé de refuser ».
Cet échec n'aurait pourtant pas dissuadé Phaff de chercher des complices en vue de cette entreprise qui, on l'a vu, fut couronnée d'un succès honorable. Moins chanceux, et surtout trop bavard, Phaff commit l'erreur de se vanter de ses exploits à un de ses compagnons de voyage (en fait un associé de M. Masquelier chargé de le surveiller), dans un train en route vers Londres , . « Telles sont naturellement très abrégés les motifs qui ont poussé la maison Masquelier et Cie et la Morue française et Sécheries de Fécamp [les armateurs du Mulhouse] à faire arrêter Phaff. » Ce dernier avait sa propre version de l'histoire, passablement différente, d'où il ressortait qu'il était en réalité innocent. Bien qu'enquêtant sur cette affaire, Mac Orlan ne jugea pas à propos de l'aller visiter en prison, à cause, explique-t-il, d'une mésaventure arrivée à un de ses camarades de jeunesse :
« 
Il me dit une fois, qu'ayant eu l'idée de visiter la prison de Melun, qui parait-il est une très belle prison, il fut enfermé par mégarde dans une cellule qui ne contenait qu'un siège de bois, un plomb et une planche à paillasse repliée dans la journée contre le mur. Cette mauvaise plaisanterie se prolongea trois ans. Quand il sortit de Melun, ce jeune homme était dégoûté de l'humour, des prisons en général, et de toute curiosité. Il me parut déprimé. Et ce qu'il me raconta au sujet de son séjour dans cette prison cellulaire m'a toujours empêché d'y entrer. »
L'histoire se complique encore un peu plus avec l'entrée en scène d'un certain « Marius Meige, dit Bernardi, dit Bernardini, dit O'Briend, tantôt né à Marseille et tantôt à Buenos Aires » qui vient spontanément avouer à la police, qui reste dubitative, sa culpabilité dans cette affaire.

Bref, on pouvait se poser légitimement la question : « Quel est le vrai pirate du Mulhouse ? Il semble y avoir autant de candidats à ce titre qu'au prix Goncourt. »

### Morale de cette histoire
« J'ai essayé de tracer, tant bien que mal, le schéma de cette affaire compliquée et qui ne manque pas à la règle commune : susciter les commentaires les plus ingénieux », explique Mac Orlan. De retour à Brest trois semaines plus tard, il note que le dénommé Meige, ou Bernardi, ou Bernardini, ou O'Briend, n'était finalement pour rien dans cette affaire: « cet homme d'une imagination étincelante s'est mêlé d'une histoire qui ne le regardait point. »

Max-Jérôme Phaff est pour sa part en liberté provisoire, en attendant les dernières conclusions de l'enquête (qui se poursuit également outre-Atlantique.) « Je ne sais pas quel sort la justice française réservera à cette affaire », explique Mac Orlan, que cet aspect de cette histoire n'intéresse finalement que modérément : il est davantage attiré par la preuve faite que les évolutions technologiques ne sont pas de nature à empêcher les pirates des temps modernes d'agir de la même manière que leurs prédécesseurs de l'époque héroïque de la flibuste : « il suffit de saboter la T.S.F. pour la supprimer et si la vitesse de la victime est une chance, la vitesse du navire pirate en est une autre ».
Entre autres méditations que lui inspire la mésaventure arrivée au Mulhouse, Mac Orlan relève que, du fait de sa prohibition, l'alcool en vient à être considéré comme « un excitant comparable à cet extrait de chanvre indien qui rendait furieux les compagnons du Vieux de la Montagne », et il se demande jusqu'à quelles extrémités pourra aller la mode lancée aux États-Unis :
« 
Et que deviendra la terre, cette pauvre terre, ronde comme l'honnêteté même, quand un gouvernement plus distingué que tous les autres interdira l'usage du tabac ?

Je ne souhaite à personne d'approfondir cette question et de fermer les yeux, le soir dans son lit, en essayant d'y répondre. Anticipation décourageante ! Nous verrons alors sortir du sol et de l'eau, d'où naquit toute vie, une telle collection d'intermédiaires à mains armés entre notre pipe vide et les endroits mystérieux où l'herbe divine se dissimulera aux yeux de l'autorité, que l'on n'osera plus se regarder soi-même dans une glace sans lever aussitôt les mains en l'air... »

## L'Italie nouvelle (1925)

### Le pays de l'électricité
À la fin de l'année 1924, Mac Orlan est envoyé par L'Intransigeant en Italie, où notamment il interviewera Benito Mussolini. C'est aussi pour lui, ainsi qu'il le déclarera à ce dernier, l'occasion de « pouvoir réaliser littérairement l'étrange atmosphère d'inquiétude que dégage l'Europe pour certains ».
L'Italie, du moins l'Italie du nord, apparait à Mac Orlan comme le « pays où le passé ne dicte pas aux vivants des volontés magnifiques mais mortes », mais où, au contraire, les ingénieurs accomplissent un travail « formidable » pour créer des lacs artificiels qui permettent de faire de cette Italie nordique, « le pays de l'électricité ». À Turin, « ville calme et prospère », Mac Orlan remarque les rapports entre ces ingénieurs et les ouvriers paraissent cordiaux, et que, dans l'ensemble, « comme toutes les villes riches et celles qui sont sur le chemin de la fortune, elle demande la paix ; tout au moins, ceux qui ont en main la direction des industries et l'usage quotidien de la richesse ». Mais il ne faudrait pas se hâter de conclure, ajoute Mac Orlan. En effet :
« 
Le vrai visage du peuple est caché. Et l'on ne peut guère apercevoir le vrai visage du peuple quand un régime, qui n'est pas né d'un mouvement populaire, mais d'un mouvement bourgeois, ne désarme pas ses troupes, pour des raisons qui sans doute s'expliquent, mais qui n'en constituent pas moins une atmosphère d'exception. »

### Les Chemises noires

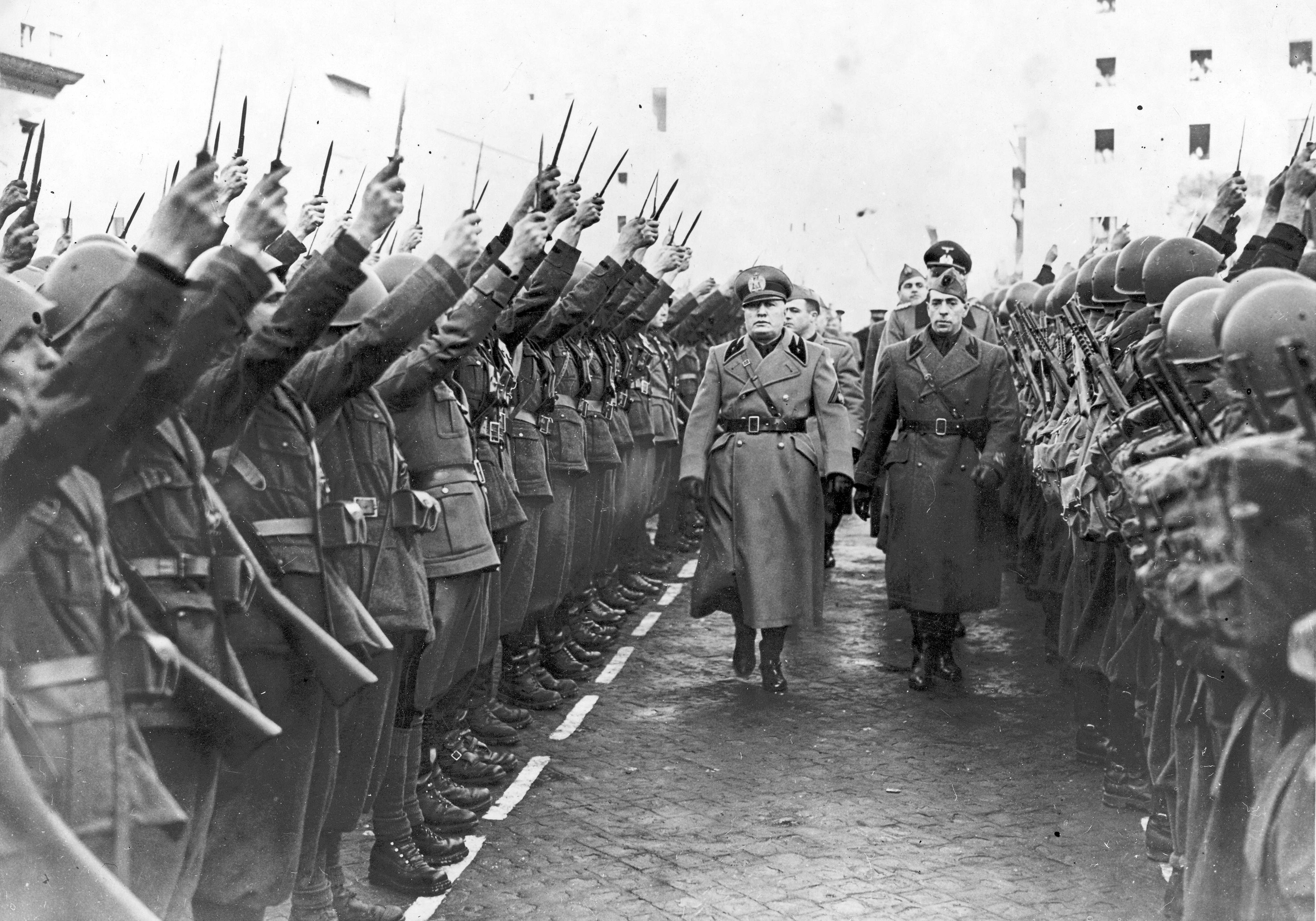
Benito Mussolini (ici en 1942)

Selon Mac Orlan, la milice fasciste « naquit le jour même où les représentants du régime communiste donnèrent l'ordre aux officiers de ne plus circuler dans la rue en uniforme. » Vêtus d'un costume se rapprochant de « celui des fameux volontaires de cette époque merveilleuse et inutilisée où l'on pouvait choisir, en Europe, n'importe quoi chez n'importe qui », « armés du mousqueton règlementaire de la cavalerie, de revolvers et de mitrailleuses », « encadrés par des hommes énergiques et intelligents », « ils obtinrent une victoire rapide et déconcertante » à une époque où « l'inquiétude italienne fut à son comble ».
La présence de cette milice, explique encore Mac Orlan, bien qu'elle garantisse à son chef « quelque sécurité dans la dure partie qu'il joue en ce moment », n'en devient pas moins problématique, même pour lui, car depuis l'époque de la marche sur Rome, des éléments nouveaux s'y sont mêlés « pour faire des affaires, pêcher en eau trouble et jouir de la vie dans une destinée de luxe. » C'est à ces éléments nouveaux, estime Mac Orlan, que la milice fasciste doit de n'être « guère sympathique en Italie, même aux gens qui ne sont pas des fascistes actifs, mais qui rendent grâce aux fascistes de leur avoir donné le calme et la possibilité de travailler.» C'est pourquoi cette force, « composée d'éléments trop jeunes et trop turbulents, à qui l'on a donné le goût de la violence et les attitudes un peu théâtrales que ce goût comporte » risque de devenir « pour le fascisme son propre symptôme de mortification », et qu'il lui paraît évident que, s'il veut se maintenir au pouvoir, « M. B. Mussolini doit employer sa force à [la] freiner », et à « épurer le parti de tous les indésirables qui s'y sont mêlés. »

### Considérations sur la vie politique italienne et sur l'avenir du fascisme
Le regard que pose Mac Orlan sur la vie politique italienne n'est pas hostile au gouvernement fasciste. Certes, il « représente une des nombreuses formes de la violence dans les luttes sociales du monde après la guerre. Mais ici sa coloration exceptionnelle est celle de la tradition italienne, romanesque et passionnée. »
Les lois restreignant la liberté de la presse ne sont pas davantage présentées sous un jour excessivement réprobateur : Mac Orlan explique que, concernant les suites judiciaires données à l'assassinat du député Giacomo Matteotti, les journaux de l'opposition se livrèrent à des attaques « d'une insolence inouïe ». D'ailleurs, « de part et d'autre, on chercha, en dehors de la question essentielle, à soulever le scandale dans le camp de l'adversaire. » C'est pour mettre fin à ces pratiques que la nouvelle loi aurait été promulguée, avec l'approbation de beaucoup de personnes « qui ne sont pas des fanatiques du fascisme », personnes qui auraient confié à Mac Orlan :
«  
Bien entendu, ces lois sont draconiennes, mais si vous saviez quels mensonges, mollement démentis le lendemain, quelles calomnies ont été quotidiennement imprimés contre Mussolini ! Il était difficile de laisser faire. L'opposition aurait dû lutter honnêtement, car Mussolini est un homme de cœur, un homme qui a pu faire de lourdes fautes, mais qui possède réellement un grand cœur. »
Le reporter note que, la semaine qui a suivi l'application de ce nouveau décret, « les journaux de l'opposition ont été saisis presque chaque jour », ce qui les a conduit à adopter une forme originale de protestation : la plupart d'entre eux publiant ironiquement, « l'un "L'annuaire des téléphones", l'autre "La Bible" et des recettes de cuisine en article de tête ».
À côté de cet antifascisme politique de certains grands journaux (est notamment cité le Corriere della Sera), d'une essence tout autre, et beaucoup moins dangereuse, est l'antifascisme du peuple qui est, selon Mac Orlan, une manifestation de « l'humeur populaire [...] latine, c'est-à-dire frondeuse » : « pour elle, Mussolini représente maintenant l'autorité; il est responsable de l'augmentation du prix du pain. Il a créé une police nouvelle, etc. Du fait de son élévation au pouvoir, Benito Mussolini devient l'ennemi traditionnel. »
Cette relative bienveillance dont témoigne Mac Orlan à l'égard du régime fasciste est néanmoins liée au sentiment qui l'habite que ce dernier vit alors ses derniers moments. En effet, selon lui, le procès lié à l'affaire Matteotti va entraîner la chute de ce gouvernement et de son chef, dont « le côté tragique » devient dès lors évident :
«  
Dans quelques semaines, de l'affaire Matteotti, naîtront toutes les forces qui renverseront, on le dit, un gouvernement né dans la violence, ce qui pouvait s'expliquer, mais qui ne sut pas, ou ne put pas abandonner, quand il en était encore temps, les formes les plus agressives et les plus compromettantes de son autorité. »

### «Il Duce»
C'est par l'intermédiaire de Luigi Pirandello, à qui il rend visite dans sa maison de Torionia, que Pierre Mac Orlan parvient à obtenir l'autorisation de réaliser une interview de Mussolini. Le reporter français, attendant d'être reçu par le chef du gouvernement italien, se repasse le « film » de la vie de ce dernier : « fils d'ouvrier, émigrant italien, professeur, journaliste, Mussolini a connu la misère », écrit-il, avant de poursuivre en expliquant qu'il connait donc « par expérience la dureté des lois, les plus anodines, pour ceux qui ne possèdent rien et dont les forces trouvent mal à s'employer ». Néanmoins, Mac Orlan se demande si « Il Duce » se souvient vraiment de ces années de vaches maigres, tant il est vrai qu'« une demi-heure de bifteck anéantit les révoltes de vingt-quatre heures de faim.»
Le chef des chemises noires fait néanmoins bonne impression sur Mac Orlan, qui croit déceler, derrière les « jeux de physionomie d'un orateur qui ne néglige aucune attitude propre à séduire son public », au détour d'un mot ou d'une expression fugitive des traits, « le vrai visage du "Chef" » : « le visage du "Duce", écrit-il, est celui d'un homme très bon, un homme extrêmement sentimental, victime de sa sensibilité et d'une certaine noblesse de caractère qui pourrait passer pour de la faiblesse. »
Indubitablement, Mussolini est un homme intelligent, ce qui peut apparaître comme étant contradictoire avec sa réputation d'homme d'action :
« 
Je ne pense pas qu'un homme profondément intelligent puisse être énergique (dans le sens politique, social, populaire et même photogénique de ce mot) toute sa vie. En réalité, on est énergique une fois et le rayonnement qui naît de "cette fois" unique peut aller fort loin avant de mourir. Mais il est déjà mort le jour de sa création. M. Mussolini fut énergique le jour où il marcha sur Rome et l'occupa. »
Paradoxalement, Mac Orlan retranscrit peu de choses du contenu de cet entretien, et la part des questions que lui pose Mussolini (« vous avez sans doute un carnet et un stylographe » ? « Quel est le but de votre enquête en Italie » ?), occupe à peu près autant de place dans la retranscription de l'interview que les réponses de Mussolini aux questions de Mac Orlan, dont celle qui lui sert d'entrée en matière avait de quoi désarçonner le chef du gouvernement italien :
« 
Je voudrais, Monsieur le Président, vous poser quelques questions. Vous avez été journaliste et vous savez comme moi combien il est difficile de demander à un chef d'État des détails sur sa politique, que chacun, au demeurant, n'ignore point par ailleurs. Quelle question voulez-vous que je vous pose ?... »
Mussolini ne répondra pas à cette question, mais livrera quelques considérations générales sur son action en Italie, expliquant que son but « était de faire de [sa] patrie une nation forte, puissante, accueillante, une belle machine de production dont toutes les pièces agissent dans l'ordre nécessaire au résultat. » « La patrie italienne, ajoute Mussolini, c'est la famille italienne agrandie », avant de conclure l'interview par cette métaphore : « le chef d'État est souvent un médecin et [que] celui qui apporte un remède n'est pas toujours bien accueilli. Mais le médecin doit-il se préoccuper de la volonté du malade ?. »
À l'issue de cet entretien, la conviction de Mac Orlan est faite en ce qui concerne l'affaire qui déchaîne les passions en Italie :
« 
Je n'ai pas eu le courage de parler de l'affaire Matteotti, mais, maintenant, j'en sais assez sur cette affaire. L'homme avec qui je viens de causer pendant plus d'une demi-heure n'a pas donné l'ordre d'assassiner son adversaire. »

## L'Allemagne en sursis (1932)

### Berlin Alexanderplatz
La série d'articles qu'envoie Pierre Mac Orlan d'Allemagne en mars 1932 est très différente ce qu'avait été celle qu'il avait écrite sept ans auparavant à propos de l'Italie fasciste : il n'est plus question de s'informer en premier lieu des évènements politiques qui secouent le pays, non plus que d'en rencontrer les dirigeants, mais de « pénétrer dans le domaine le plus secret et le plus sensible d'un peuple, celui de la misère », peuple dont le désespoir et l'exaspération, en cette période de crise économique majeure, ne peuvent plus guère trouver d'issue que dans l'attente d'un miracle :
«  
Et c'est précisément cette attente dans un miracle qui est inquiétante, car les miracles inspirés par la misère ne sont pas beaux, ils se présentent toujours sous une forme classique, mais homicide. »
C'est donc à partir de l'Alexanderplatz, qui est « le centre même de la vie populaire toujours un peu mystérieuse » de Berlin, et sous l'invocation d'Alfred Döblin, dont Mac Orlan avait admiré le célèbre roman, qu'il va engager ses pérégrinations en vue de communiquer aux lecteurs français ses impressions d'Allemagne.
Cette place, qui ressemble à ce qu'était la place de la République à Paris vingt-cinq ans auparavant, « lorsque Belleville, le boulevard Magenta, le faubourg du Temple possédaient encore une signification précise par leur coloration populaire », est « le cœur de Berlin », à partir duquel on prend contact avec la rue de Berlin, notamment cette longue et célèbre Friedrichstrasse, « l'artère la plus commerçante de la ville, dont la plupart des immeubles sont pavoisés de banderoles indiquant les faillites, les appartements vides et les commerces en liquidation. »
Dans ces rues, « la misère profonde, celle qui prend comme valeur de comparaison la faim, n'est pas révélée par le pittoresque affreux de la déchéance. » Elle est une « mégère pudique », qui « n'est point belle et [qui] le sait et se maquille. » Elle se terre « à l'intérieur, sous la parure froide de [ces] maisons que les circonstances rendent prétentieuses. Elle est dans une pièce interdite au public, où quatre misérables couchent sur un même matelas devant une assiette trop souvent vide. » Mais, dans la rue, il n'est pas évident de savoir « que cet homme au pardessus correct et boutonné jusqu'au menton n'a pas de chemise et de veston sous son vêtement ».

### «Les mauvais anges de la faim»
C'est en compagnie, tantôt de deux policiers, tantôt de son ami le dessinateur allemand George Grosz que Mac Orlan accomplit ses « promenade[s] mélancolique[s] dans la misère des rues » sous la neige, quand ce n'est pas avec ce « vieux copain », rencontré naguère à Paris, et retrouvé le temps d'un jour et d'une nuit, un de ces hommes « qui deviennent précieux tout d'un coup, puis qui disparaissent, se fondent dans la nuit comme un morceau de sucre dans un liquide chaud », mais qu'on est parfois content de rencontrer « au coin d'une rue d'une ville inconnue, devant un mystère romantique dont il convient de se méfier. »
Avec les uns ou les autres, Mac Orlan part à la rencontre des différents visages de la misère et de la faim : il visite un Stempelburo (« ce bureau où l'on timbre les cartes de chômage »), où l'on croise « toutes les classes de la société » : « il y avait des pères qui ressemblaient à des directeurs de banque et d'autres à des employés aisés ». C'est là qu'il croise une jeune femme juive d'origine lettone, chassée dix ans auparavant de son pays par la Révolution bolchévique, et qu'il baptise « Mlle X28 », qui lui fat part du désespoir de ses camarades employées de bureau au chômage, qui estiment n'avoir pas d'autre solution que de recouvrer un emploi ou de se suicider. Sa situation à elle, en tant que ressortissante d'un pays étranger est encore plus sinistre, ainsi qu'elle l'explique au reporter français :
« 
Si Hitler est élu, ce que je ne sais pas, je peux prévoir un peu ce que sera ma vie. Je suis Lettone parce que mes parents étaient Lettons. Hitler, vous le savez, a promis de renvoyer tous les étrangers qui travaillent en Allemagne. Où aller ? Je ne parle pas le letton ; il me sera donc facile de mourir de faim dans mon pays. Je parle français, mais la France ne donne pas de travail aux étrangers, l'Angleterre non plus... Toutes les portes sont fermées pour moi. Cette situation ne vous paraît-elle pas comique ? »
Mais si la misère touche toutes les classes de la société, c'est du côté des « mauvais anges de la faim », et des inquiétantes figures qui gravitent autour, qu'il faut aller voir pour toucher du doigt l'essence de cette misère. Ces « misérables filles en veste de cuir, en jupe trop courte et qui attendent dans une résignation de marbre on ne sait quel client [...] représentent la misère avec toutes les possibilités que ce mot comporte. » Elles ont « les formes exactes des chevalières de l'Apocalypse », qui font les cent pas dans les rues de quartiers « où vivent des personnages vraiment dangereux. » Ce sont ces quartiers qui sont par ailleurs ceux de la « révolte clandestine », celle qui est portée par le Rotfront :
« 
Derrière les filles et leur "lude", il y a le front rouge, car le rouge est une couleur de l'espérance qui, depuis bien des années, a remplacé le vert aimé des poètes et de tous ceux qui ont encore foi dans les boniments du printemps et de la nature, cette coquine, qui nous donne tant de preuves de son aimable perversité. »

### «Deux armées d'une égale pauvreté sont prêtes à s'affronter...»
Ces deux armées qui sont prêtes à s'affronter « dans le but de manger et de vivre décemment », ce sont évidemment les communistes et les hitlériens qui, la veille encore, se sont battus : 
« 
Les couteaux se sont naturellement trouvés en main. Il y eut une vingtaine de combattants grièvement blessés. Les hommes qui manquent de tout connaissent-ils bien la force exacte de leur misère ? La misère n'enrichit pas les énergies. Les partis se partagent les chômeurs : communistes d'un côté, hitlériens de l'autre. »
Mac Orlan, qui ne parle que quelques mots d'Allemand, assiste néanmoins durant son séjour à Berlin à un meeting d'Ernst Thälmann, le chef du parti communiste, ainsi qu'à un autre donné par Goebbels. Ne cherchant pas à pénétrer le contenu politique des discours (« ceci ne me regarde pas », écrit-il à propos du meeting du Parti communiste : « un homme plus qualifié que moi a dû vous dire, hier, la valeur et la portée des paroles du chef communiste. »), il s'attache à rendre compte de l'ambiance qui règne dans ces assemblées, et note que « la même exaltation religieuse » inspire « toutes les parades allemandes, celles d'Hitler, celles du Front d'Acier ou celles et la faucille et du marteau. »
Le reporter voit dans les chœurs qui accompagnent la parade hitlérienne « une réminiscence lointaine du passé sentimental de l'Allemagne, telle que nous pouvons la connaître tout de même par ses livres, ses livres classiques. » La docilité de la foule, qui se disperse sur ordre, une fois la discours de Goebbels terminé, le met toutefois mal à l'aise : « rien n'est plus désagréable, explique-t-il, que de se trouver dans une foule trop bien réglée, dont on ignore le degré de fièvre, dont on ignore la langue et les antipathies. »
C'est en compagnie de George Grosz que Mac Orlan se rend au Palais des sports de Berlin pour assister, en compagnie d'une foule qu'il estime à trente mille personnes, au meeting du Parti communiste d'Allemagne. Là encore, c'est la métaphore religieuse qui lui parait la plus à même de rendre compte de l'émotion de la foule : 
« 
Quel espoir, quelle extraordinaire lumière peut ainsi rayonner dans l'âme de ces hommes ? Qu'attendent-ils de l'homme, ou des hommes en général ! J'imagine qu'à l'origine de toutes les religions la foi dût produire de ces visages ! Mais la plupart des religions ne furent pas des religions d'offensive. La résignation les habitait comme un ver rongeur avant que la politique ne vînt établir définitivement leur autorité. Ici, je suis en présence d'un mouvement religieux qui sait qu'un parabellum vaut mieux que la Croix latine, que le Croissant et que le Bouddha gonflé d'une sagesse que le scepticisme rendra inoffensive. »
Le reporter avoue avoir été lui-même, un temps, transporté par cette ferveur. Mais, « pour avoir suivi trop loin la musique militaire en 1914 », il connait « l'étrange et puissante "impersonnalité" des fanfares et des musiques d'infanterie », et lorsque Thälmann s'apprête à prendre la parole, la lassitude l'envahit : « je me sentis soudain, parfaitement vieux, fatigué au-delà de toute expression. »

### Dernières considérations sur l'Allemagne
Le 13 mars 1932, après « une semaine de spectacle religieux et violent [qui ne] conduisait pas vers l'optimisme », les Allemands sont appelés aux urnes. Curieusement, « fifres, clairons, tambours, chœurs et discours violents devaient aboutir à un beau dimanche, où Berlin vota dans le calme. » À l'issue du scrutin, le maréchal Hindenburg est en tête, mais il est en ballotage, « bien qu'il ait groupé sur son nom près de 8 millions de voix de plus qu'Hitler.» « Dans tout cela, note le reporter, il ne me semble pas que l'Allemagne ait résolu une question sociale importante. Mais cela est autre chose. »
Avant de quitter définitivement l'Allemagne, Mac Orlan aura pu assister à la projection privée d'un film « très jeune et très pur » d'inspiration communiste (Kùhle-Wampe), dont le scénario est coécrit par un jeune homme, « Bert Brecht », film qui sert de support aux méditations sur le peuple qui accompagnent son retour en France :
« 
Les plus riches images que peut offrir un peuple sont celles qui naissent du peuple. elles comportent tous les mystères des forces inconnues ou inemployées. Ce sont des images de l'aube, quand il s'agit du travail et des images de la nuit quand il s'agit des déchets que le travail abandonne. Ces déchets sont d'ailleurs actifs et rusés. »
Ces "déchets" qui d'un côté « soutiennent l'ordre qui les fait vivre et de l'autre [...] tendent la main pour saisir la révolte au passage », ces « filles et ruffians nourris de néon, d'alcool, d'humiliations et de cambriolages » que l'on rencontre autour de l'Alexanderplatz, n'apparaissent pas à Mac Orlan comme étant fondamentalement différents de ceux que l'on croise « dans les rues de Paris entre la place de la Bastille, la place Pigalle et Montparnasse. » Néanmoins, note-t-il en conclusion à cette série d'articles sur la situation en Allemagne,
« 
ce n'est pas en nous appuyant sur la connaissance de la pègre que nous devons trouver les éléments d'une sympathie réciproque. La différence entre le Français et l'Allemand est moléculaire, strictement matérielle. Cependant, le malheur commun permet de comprendre bien des choses. Les lois du malheur sont des lois parfaitement internationales. »

## Du reportage au roman
Francis Lacassin a fait observer que, « à plusieurs reprises, [Mac Orlan] a détourné au profit du romancier, ce pouvoir du journaliste d'entrer, grâce à sa mission dans certains décors ou atmosphères, comme s'il en était l'un des éléments. » C'est ainsi que deux des reportages recueillis dans Le mystère de la Malle n°1 ont fourni une part de leur matière à deux romans de Pierre Mac Orlan publiés par la suite : Dinah Miami (1928), en partie inspiré des Pirates de l'avenue du rhum, et Le Tueur n°2 (1935), en partie inspiré du Mystère de la malle n°1, ce qui a conduit Alain Tassel à écrire que, pour le romancier qu'est Mac Orlan, « le reportage fait office de vivier. Il nourrit l’invention romanesque. Il fournit des sujets, des données chiffrées, des personnages et des modèles narratifs. »
Ainsi, dans Dinah Miami, l'intrigue principale est liée à la contrebande d'alcool vers les États-Unis durant la Prohibition, et à l'arraisonnement d'un cargo rempli d'alcool par des pirates d'un genre particulier. On y remarque par exemple que le nom de l'armateur, Kempton, reprend à une voyelle près le nom du subrécargue Kimpton, évoqué dans Les Pirates de l'Avenue du rhum. Ou encore qu'un motif largement implicite dans le reportage (la présence de bateaux-dancing sur cette « avenue » maritime), est repris et développé dans le roman, où il « sert de support à un effet de complication de l’intrigue. »
L'intrigue du Tueur n°2 reprend en l'amplifiant l'élément principal du reportage effectué l'année précédente : on y décrit, « de Londres et de Brighton à la côté flamande, [...] un chassé-croisé de malles contenant des débris humains. » Là encore, « au moment de la rédaction de [son] récit fictionnel, Mac Orlan relit et manipule ses reportages qui lui servent de documents préparatoires » : c'est ainsi que « la description de la chambre de Mancini est rédigée à partir de deux séquences du reportage rapprochées, soudées et ainsi reconfigurées. » En fait, mis à part le fait que Le Tueur n°2 donne une explication à ce fait-divers resté mystérieux, le seul changement d'importance entre le reportage et le roman réside dans « l'addition de nouveaux décors dont l'auteur [avait] besoin pour étoffer son intrigue » (une partie de l'action se déroule en Belgique.)

Afin de se démarquer de ce fait-divers (tout en le rappelant à l'attention de ses lecteurs), Mac Orlan avait fait insérer en tête du Tueur n°2 la « note de l'auteur » suivante : 
« 
Dans ce roman, qui n'est qu'une œuvre d'imagination d'aventures policières, quelques éléments de pittoresque de lieu et de mœurs de la pègre internationale peuvent rappeler certains détails que tous les journaux ont donné sur un crime qui a ému l'Angleterre.

Il n'est nullement dans la pensée de l'auteur de raconter "l'histoire" de ce crime ou de peindre les personnes qui y furent mêlées, d'autant plus que celui qui fut accusé de ce forfait fut reconnu innocent et acquitté par le jury de son pays.

1935. »
Ses reportages permettent finalement à Mac Orlan de faire « provision d'atmosphère, de vécu et de détails techniques qui lui permettront de rendre vraisemblables et vivantes ses intrigues romanesques. » Ils expliquent également pourquoi l'on a parfois, « en lisant certains romans de Mac Orlan, le sentiment de feuilleter un magazine dont le rédacteur, pressé, compte davantage sur l'exotisme que sur son art pour séduire. »

## Les grands reportages de Pierre Mac Orlan
(Cette liste, qui ne contient que les principaux reportages - les séries d'au moins trois articles -  reprend celle établie par Francis Lacassin en annexe du recueil Le Mystère de la malle n°1 Les titres donnés entre parenthèses sont de Francis Lacassin.).
- Impression d'Allemagne (L'Intransigeant, 27 novembre 1918-8 avril 1919)
- Les pirates de l'avenue du rhum (L'Intransigeant, 28 octobre-5 novembre 1924)
- L'Italie nouvelle (L'Intransigeant, 3-11 février 1925)
- Images sur la Tamise (L'Intransigeant, 22-31 mars 1925)
- Sur les routes des souvenirs (L'Intransigeant, 16-21 février 1926)
- Légionnaires (Le Petit journal, 14 avril - 30 mai 1930)
- (L'Allemagne en sursis) (Paris-Soir, 8-22 mars 1932)
- Le procès Gorguloff, (Paris-Soir, 24-29 juillet 1932)
- Le Bataillon de la mauvaise chance (journal non identifié, 1933)
- Le procès Falcou (L'Intransigeant, 8-13 mars 1933)
- Pèlerinage à Verdun (Paris-Soir, 26-29 août 1933)
- Le Procès Sarret (Détective, 26 octobre-2 novembre 1933)
- Les rues secrètes (Détective, 24 janvier-1er mars 1934)
- Le tour de France cycliste (Le Figaro, 4-30 juillet 1934)
- Le mystère de la malle n°1 (Le Journal, 31 juillet-6 août 1934)
- (Le procès du lieutenant Cabanes à Sousse) (Paris-Midi, 26-30 janvier 1935)
- Marine de guerre (Vendémiaire, 13 février-6 mars 1935)
- (Le Tournage du film La Bandera au Maroc) (Excelsior, 28 juin ; Pour vous, 11 juillet ; Eve, 10 octobre 1935)
- Tunisie (Marianne, 11-25 juillet 1937)

### Ouvrages utilisés pour la rédaction de cet article
- Bernard Baritaud, Pierre Mac Orlan, sa vie, son temps, Droz, Genève, 1992
- Yves Courrière, Pierre Lazareff ou Le Vagabond de l'actualité, Gallimard, N.R.F. Biographies, Paris, 1995
- Jean-Claude Lamy, Mac Orlan, l'aventurier immobile, Albin Michel, Paris, 2002
- Pierre Mac Orlan, Romans maritimes, textes choisis et présentés par Dominique Le Brun, Omnibus, Paris, 2004
- Pierre Mac Orlan, Le Tueur n°2, préface de Francis Lacassin, Gallimard, collection « L'Imaginaire », Paris, 1991
- Alain Tassel, « Du reportage au roman ou la greffe au cœur d'une poétique narrative », les Cahiers de narratologie n°13, Nouvelles approches de l'intertextualité